# 鞍斑杜父鱸鰧
鞍斑杜父鱸鰧，為輻鰭魚綱鱸形目南極魚亞目牛魚科的其中一種，分布於阿根廷及智利的巴塔哥尼亞海域，體長可達80公分，為底棲性魚類，生活習性不明。